# Costanza Bruno
Costanza Bruno (Siracusa, 31 gennaio 1915 – Nicosia, 23 luglio 1943) è stata un'infermiera e militare italiana, membro del Corpo delle Infermiere Volontarie della Croce Rossa Italiana.

## Biografia
Figlia del generale Francesco e della baronessina Concettina Salomone, cadde in combattimento il 23 luglio 1943, durante le operazioni dello sbarco anglo-americano in Sicilia.
Infermiera volontaria, seguendo il padre nei trasferimenti, prestò la propria opera in diversi ospedali siciliani.
Nel corso del secondo conflitto mondiale, ottenuta l'autorizzazione a recarsi sui campi di battaglia esplicò la sua opera di infermiera volontaria nelle corsie, con umanità e senso del dovere, prendendosi cura dei feriti più gravi e meno assistiti.
Il 22 luglio 1943 un'incursione aerea bombardava e mitragliava la zona attorno all'ospedale di Nicosia, mentre Costanza Bruno era intenta con il medico e un'altra infermiera a prestare le cure ai feriti che sopraggiungevano. Fu colpita da una pallottola alla mano sinistra, da due schegge al fianco e da una pallottola alla tempia. Nascondendo la gravità delle ferite, rifiutava le cure ed invitava il medico a dedicarsi agli altri feriti, che continuavano a giungere presso l'ospedale.
Fu infine soccorsa, trasferita e operata tra molte difficoltà, mentre proseguivano i bombardamenti, ma la gravità delle ferite la condusse in breve tempo alla morte, affrontata con piena consapevolezza. Le sue spoglie sono tumulate in una grande croce rossa all'interno della chiesa dedicata ai caduti di Siracusa.
A suo nome è intitolato il salone di rappresentanza della Provincia di Siracusa; numerose targhe sono state apposte in vari ospedali siciliani in cui aveva operato, ed alcune strade nelle città della Sicilia sono a lei intitolate.
A Costanza Bruno sono state attribuite dalla Croce Rossa internazionale il 12 maggio 1947 la Medaglia "Florence Nightingale", la più alta distinzione internazionale della Croce Rossa, la medaglia d'oro della Croce Rossa Italiana e la Medaglia di bronzo al valor militare.
Le sue spoglie riposano all'interno di una croce che sovrasta l'ingresso della chiesa di San Tommaso al Pantheon a Siracusa.